# Pallavolo Sicilia
La Pallavolo Sicilia è una società pallavolistica femminile italiana con sede a Catania: milita nel campionato di Serie C.

## Rosa 2021-2022
| N° | Nome                | Ruolo | Data di nascita  | Nazionalità sportiva |
| -- | ------------------- | ----- | ---------------- | -------------------- |
| 2  | Martina Bordignon   | S     | 26 novembre 1994 | Italia               |
| 3  | Greta Catania       | C     | 9 marzo 2004     | Italia               |
| 5  | Alessia Conti       | O     | 4 maggio 2003    | Italia               |
| 6  | Giuditta Bonaccorso | L     | 30 novembre 1999 | Italia               |
| 7  | Cecilia Oggioni     | S     | 22 luglio 1999   | Italia               |
| 8  | Serena Bertone      | C     | 2 luglio 1995    | Italia               |
| 9  | Giulia Picchi       | P     | 14 marzo 2002    | Italia               |
| 10 | Daniela Bulaich     | S     | 5 settembre 1997 | Argentina            |
| 11 | Ulrike Bridi        | P     | 24 luglio 1998   | Italia               |
| 15 | Michela Conti       | L     | 29 dicembre 2003 | Italia               |
| 18 | Aurora Poli         | C     | 19 novembre 1999 | Italia               |